# William John Anderson
William John Anderson, detto Willie (Liverpool, 24 gennaio 1947), è un ex calciatore inglese che ha giocato nel ruolo di attaccante.
Era un'ala.

## Palmarès
- Coppa d'Inghilterra: 1

Manchester United: 1962-1963
- Campionato inglese: 2

Manchester United: 1964-1965, 1966-1967
- Charity Shield: 1

Manchester United: 1965
- Third Division: 1

Aston Villa: 1971-1972
- Coppa del Galles: 2

Cardiff City: 1973-1974, 1975-1976